# Campeonato Mundial de Ironman
El Campeonato Mundial de Ironman –también conocido como Ironman de Hawái– es la máxima competición internacional de Ironman. Es organizado desde 1978 por World Triathlon Corporation en Hawái (Estados Unidos).

## Palmarés

### Masculino
| N.º     | Año         | Oro                            | Plata                            | Bronce                           |
| ------- | ----------- | ------------------------------ | -------------------------------- | -------------------------------- |
| I       | 1978        | Gordon Haller Estados Unidos   | John Dunbar Estados Unidos       | Dave Orlowski Estados Unidos     |
| II      | 1979        | Tom Warren Estados Unidos      | John Dunbar Estados Unidos       | Ian Emberson Estados Unidos      |
| III     | 1980        | Dave Scott Estados Unidos      | Chuck Neumann Estados Unidos     | John Howard Estados Unidos       |
| IV      | 1981        | John Howard Estados Unidos     | Tom Warren Estados Unidos        | Scott Tinley Estados Unidos      |
| V       | 1982 (feb.) | Scott Tinley Estados Unidos    | Dave Scott Estados Unidos        | Jeff Tinley Estados Unidos       |
| VI      | 1982 (oct.) | Dave Scott Estados Unidos      | Scott Tinley Estados Unidos      | Jeff Tinley Estados Unidos       |
| VII     | 1983        | Dave Scott Estados Unidos      | Scott Tinley Estados Unidos      | Mark Allen Estados Unidos        |
| VIII    | 1984        | Dave Scott Estados Unidos      | Scott Tinley Estados Unidos      | Grant Boswell Estados Unidos     |
| IX      | 1985        | Scott Tinley Estados Unidos    | Chris Hinshaw Estados Unidos     | Carl Kupferschmid · Suiza        |
| X       | 1986        | Dave Scott Estados Unidos      | Mark Allen Estados Unidos        | Scott Tinley Estados Unidos      |
| XI      | 1987        | Dave Scott Estados Unidos      | Mark Allen Estados Unidos        | Greg Stewart Australia           |
| XII     | 1988        | Scott Molina Estados Unidos    | Mike Pigg Estados Unidos         | Ken Glah Estados Unidos          |
| XIII    | 1989        | Mark Allen Estados Unidos      | Dave Scott Estados Unidos        | Greg Welch Australia             |
| XIV     | 1990        | Mark Allen Estados Unidos      | Scott Tinley Estados Unidos      | Pauli Kiuru · Finlandia          |
| XV      | 1991        | Mark Allen Estados Unidos      | Greg Welch Australia             | Jeff Devlin Estados Unidos       |
| XVI     | 1992        | Mark Allen Estados Unidos      | Cristián Bustos · Chile          | Pauli Kiuru · Finlandia          |
| XVII    | 1993        | Mark Allen Estados Unidos      | Pauli Kiuru · Finlandia          | Wolfgang Dittrich · Alemania     |
| XVIII   | 1994        | Greg Welch Australia           | Dave Scott Estados Unidos        | Jeff Devlin Estados Unidos       |
| XIX     | 1995        | Mark Allen Estados Unidos      | Thomas Hellriegel · Alemania     | Rainer Müller-Hörner · Alemania  |
| XX      | 1996        | Luc Van Lierde · Bélgica       | Thomas Hellriegel · Alemania     | Greg Welch Australia             |
| XXI     | 1997        | Thomas Hellriegel · Alemania   | Jürgen Zäck · Alemania           | Lothar Leder · Alemania          |
| XXII    | 1998        | Peter Reid · Canadá            | Luc Van Lierde · Bélgica         | Lothar Leder · Alemania          |
| XXIII   | 1999        | Luc Van Lierde · Bélgica       | Peter Reid · Canadá              | Tim DeBoom Estados Unidos        |
| XXIV    | 2000        | Peter Reid · Canadá            | Tim DeBoom Estados Unidos        | Normann Stadler · Alemania       |
| XXV     | 2001        | Tim DeBoom Estados Unidos      | Cameron Brown Nueva Zelanda      | Thomas Hellriegel · Alemania     |
| XXVI    | 2002        | Tim DeBoom Estados Unidos      | Peter Reid · Canadá              | Cameron Brown Nueva Zelanda      |
| XXVII   | 2003        | Peter Reid · Canadá            | Rutger Beke · Bélgica            | Cameron Brown Nueva Zelanda      |
| XXVIII  | 2004        | Normann Stadler · Alemania     | Peter Reid · Canadá              | Faris Al-Sultan · Alemania       |
| XXIX    | 2005        | Faris Al-Sultan · Alemania     | Cameron Brown Nueva Zelanda      | Peter Reid · Canadá              |
| XXX     | 2006        | Normann Stadler · Alemania     | Chris McCormack Australia        | Faris Al-Sultan · Alemania       |
| XXXI    | 2007        | Chris McCormack Australia      | Craig Alexander Australia        | Torbjørn Sindballe Dinamarca     |
| XXXII   | 2008        | Craig Alexander Australia      | Eneko Llanos · España            | Rutger Beke · Bélgica            |
| XXXIII  | 2009        | Craig Alexander Australia      | Chris Lieto Estados Unidos       | Andreas Raelert · Alemania       |
| XXXIV   | 2010        | Chris McCormack Australia      | Andreas Raelert · Alemania       | Marino Vanhoenacker · Bélgica    |
| XXXV    | 2011        | Craig Alexander Australia      | Pete Jacobs Australia            | Andreas Raelert · Alemania       |
| XXXVI   | 2012        | Pete Jacobs Australia          | Andreas Raelert · Alemania       | Frederik Van Lierde · Bélgica    |
| XXXVII  | 2013        | Frederik Van Lierde · Bélgica  | Luke McKenzie Australia          | Sebastian Kienle · Alemania      |
| XXXVIII | 2014        | Sebastian Kienle · Alemania    | Ben Hoffman Estados Unidos       | Jan Frodeno · Alemania           |
| XXXIX   | 2015        | Jan Frodeno · Alemania         | Andreas Raelert · Alemania       | Timothy O'Donnell Estados Unidos |
| XL      | 2016        | Jan Frodeno · Alemania         | Sebastian Kienle · Alemania      | Patrick Lange · Alemania         |
| XLI     | 2017        | Patrick Lange · Alemania       | Lionel Sanders · Canadá          | David McNamee Reino Unido        |
| XLII    | 2018        | Patrick Lange · Alemania       | Bart Aernouts · Bélgica          | David McNamee Reino Unido        |
| XLIII   | 2019        | Jan Frodeno · Alemania         | Timothy O'Donnell Estados Unidos | Sebastian Kienle · Alemania      |
| XLIV    | 2021        | Kristian Blummenfelt · Noruega | Lionel Sanders · Canadá          | Braden Currie Nueva Zelanda      |
| XLV     | 2022        | Gustav Iden · Noruega          | Sam Laidlow Francia              | Kristian Blummenfelt · Noruega   |
| XLVI    | 2023        | Sam Laidlow Francia            | Patrick Lange · Alemania         | Magnus Ditlev Dinamarca          |
| XLVI    | 2024        | Patrick Lange · Alemania       | Magnus Ditlev Dinamarca          | Rodolphe Von Berg Estados Unidos |

### Femenino
| N.º     | Año         | Oro                               | Plata                             | Bronce                                                 |
| ------- | ----------- | --------------------------------- | --------------------------------- | ------------------------------------------------------ |
| I       | 1978        | No realizado                      | No realizado                      | No realizado                                           |
| II      | 1979        | Lyn Lemaire Estados Unidos        | —                                 | —                                                      |
| III     | 1980        | Robin Beck Estados Unidos         | Eve Anderson Estados Unidos       | —                                                      |
| IV      | 1981        | Linda Sweeney Estados Unidos      | Sally Edwards Estados Unidos      | Lyn Brooks Estados Unidos                              |
| V       | 1982 (feb.) | Kathleen McCartney Estados Unidos | Julie Moss Estados Unidos         | Lyn Brooks Estados Unidos Sally Edwards Estados Unidos |
| VI      | 1982 (oct.) | Julie Leach Estados Unidos        | JoAnn Dahlkoetter Estados Unidos  | Sally Edwards Estados Unidos                           |
| VII     | 1983        | Sylviane Puntous · Canadá         | Patricia Puntous · Canadá         | Eva Ueltzen Estados Unidos                             |
| VIII    | 1984        | Sylviane Puntous · Canadá         | Patricia Puntous · Canadá         | Julie Olson Estados Unidos                             |
| IX      | 1985        | Joanne Ernst Estados Unidos       | Elizabeth Bulman Estados Unidos   | Paula Newby-Fraser Zimbabue                            |
| X       | 1986        | Paula Newby-Fraser Zimbabue       | Sylviane Puntous · Canadá         | Joanne Ernst Estados Unidos                            |
| XI      | 1987        | Erin Baker Nueva Zelanda          | Sylviane Puntous · Canadá         | Paula Newby-Fraser Zimbabue                            |
| XII     | 1988        | Paula Newby-Fraser Zimbabue       | Erin Baker Nueva Zelanda          | Kirsten Hanssen Estados Unidos                         |
| XIII    | 1989        | Paula Newby-Fraser Zimbabue       | Sylviane Puntous · Canadá         | Kirsten Hanssen Estados Unidos                         |
| XIV     | 1990        | Erin Baker Nueva Zelanda          | Paula Newby-Fraser Zimbabue       | Terri Schneider Estados Unidos                         |
| XV      | 1991        | Paula Newby-Fraser Zimbabue       | Erin Baker Nueva Zelanda          | Sarah Coope Reino Unido                                |
| XVI     | 1992        | Paula Newby-Fraser Zimbabue       | JulieAnne White · Canadá          | Thea Sybesma · Países Bajos                            |
| XVII    | 1993        | Paula Newby-Fraser Estados Unidos | Erin Baker Nueva Zelanda          | Susan Latshaw Estados Unidos                           |
| XVIII   | 1994        | Paula Newby-Fraser Estados Unidos | Karen Smyers Estados Unidos       | Fernanda Keller · Brasil                               |
| XIX     | 1995        | Karen Smyers Estados Unidos       | Isabelle Mouthon Francia          | Fernanda Keller · Brasil                               |
| XX      | 1996        | Paula Newby-Fraser Estados Unidos | Natascha Badmann · Suiza          | Karen Smyers Estados Unidos                            |
| XXI     | 1997        | Heather Fuhr · Canadá             | Lori Bowden · Canadá              | Fernanda Keller · Brasil                               |
| XXII    | 1998        | Natascha Badmann · Suiza          | Lori Bowden · Canadá              | Fernanda Keller · Brasil                               |
| XXIII   | 1999        | Lori Bowden · Canadá              | Karen Smyers Estados Unidos       | Fernanda Keller · Brasil                               |
| XXIV    | 2000        | Natascha Badmann · Suiza          | Lori Bowden · Canadá              | Fernanda Keller · Brasil                               |
| XXV     | 2001        | Natascha Badmann · Suiza          | Lori Bowden · Canadá              | Nina Kraft · Alemania                                  |
| XXVI    | 2002        | Natascha Badmann · Suiza          | Nina Kraft · Alemania             | Lori Bowden · Canadá                                   |
| XXVII   | 2003        | Lori Bowden · Canadá              | Natascha Badmann · Suiza          | Nina Kraft · Alemania                                  |
| XXVIII  | 2004        | Natascha Badmann · Suiza          | Heather Fuhr · Canadá             | Kate Major Australia                                   |
| XXIX    | 2005        | Natascha Badmann · Suiza          | Michellie Jones Australia         | Kate Major Australia                                   |
| XXX     | 2006        | Michellie Jones Australia         | Desiree Ficker Estados Unidos     | Lisa Bentley · Canadá                                  |
| XXXI    | 2007        | Chrissie Wellington Reino Unido   | Samantha McGlone · Canadá         | Kate Major Australia                                   |
| XXXII   | 2008        | Chrissie Wellington Reino Unido   | Yvonne van Vlerken · Países Bajos | Sandra Wallenhorst · Alemania                          |
| XXXIII  | 2009        | Chrissie Wellington Reino Unido   | Mirinda Carfrae Australia         | Virginia Berasategi · España                           |
| XXXIV   | 2010        | Mirinda Carfrae Australia         | Caroline Steffen · Suiza          | Julie Dibens Reino Unido                               |
| XXXV    | 2011        | Chrissie Wellington Reino Unido   | Mirinda Carfrae Australia         | Leanda Cave Reino Unido                                |
| XXXVI   | 2012        | Leanda Cave Reino Unido           | Caroline Steffen · Suiza          | Mirinda Carfrae Australia                              |
| XXXVII  | 2013        | Mirinda Carfrae Australia         | Rachel Joyce Reino Unido          | Liz Blatchford Reino Unido                             |
| XXXVIII | 2014        | Mirinda Carfrae Australia         | Daniela Ryf · Suiza               | Rachel Joyce Reino Unido                               |
| XXXIX   | 2015        | Daniela Ryf · Suiza               | Rachel Joyce Reino Unido          | Liz Blatchford Australia                               |
| XL      | 2016        | Daniela Ryf · Suiza               | Mirinda Carfrae Australia         | Heather Jackson Estados Unidos                         |
| XLI     | 2017        | Daniela Ryf · Suiza               | Lucy Charles Reino Unido          | Sarah Crowley Australia                                |
| XLII    | 2018        | Daniela Ryf · Suiza               | Lucy Charles Reino Unido          | Anne Haug · Alemania                                   |
| XLIII   | 2019        | Anne Haug · Alemania              | Lucy Charles Reino Unido          | Sarah Crowley Australia                                |
| XLIV    | 2021        | Daniela Ryf · Suiza               | Katrina Matthews Reino Unido      | Anne Haug · Alemania                                   |
| XLV     | 2022        | Chelsea Sodaro Estados Unidos     | Lucy Charles Reino Unido          | Anne Haug · Alemania                                   |
| XLVI    | 2023        | Lucy Charles Reino Unido          | Anne Haug · Alemania              | Laura Philipp · Alemania                               |
| XLVI    | 2024        | Laura Philipp · Alemania          | Katrina Matthews Reino Unido      | Chelsea Sodaro Estados Unidos                          |

## Medallero
- Actualizado hasta 2024.

| Núm. | País           | Oro | Plata | Bronce | Total |
| ---- | -------------- | --- | ----- | ------ | ----- |
| 1    | Estados Unidos | 31  | 27    | 29     | 87    |
| 2    | Alemania       | 13  | 10    | 21     | 44    |
| 3    | Australia      | 11  | 9     | 10     | 30    |
| 4    | Suiza          | 11  | 5     | 1      | 17    |
| 5    | Canadá         | 8   | 17    | 3      | 28    |
| 6    | Reino Unido    | 6   | 8     | 7      | 21    |
| 7    | Zimbabue       | 5   | 1     | 2      | 8     |
| 8    | Bélgica        | 3   | 3     | 3      | 9     |
| 9    | Nueva Zelanda  | 2   | 5     | 3      | 10    |
| 10   | Noruega        | 2   | 0     | 1      | 3     |
| 11   | Francia        | 1   | 2     | 0      | 3     |
| 12   | Dinamarca      | 0   | 1     | 2      | 3     |
| 12   | Finlandia      | 0   | 1     | 2      | 3     |
| 14   | España         | 0   | 1     | 1      | 2     |
| 14   | Países Bajos   | 0   | 1     | 1      | 2     |
| 16   | Chile          | 0   | 1     | 0      | 1     |
| 17   | Brasil         | 0   | 0     | 6      | 6     |
|      | TOTAL          | 93  | 92    | 92     | 277   |